# 트루아 공과대학교
트루아 공과대학교 (트루아 工科大學校)(프랑스어: Université de Technologie de Troyes, UTT)는 프랑스 트루아에 위치한 공과대학이다. 1994년에 설립되었다.
미국 필라델피아 주의 펜실베이니아 주립 대학교에 영감을 받아서 프랑스 그랑제콜과 일반 대학교 체제를 섞어 만든 이 3개 공과대학들은 지식의 전수, 지식의 창조, 그리고 제작을 통한 지식의 현실화 등을 포함하는 펜실베이니아 대학교와 그랑제콜의 활동 체제를 그대로 가지고 있다.
개설 강의의 종류와 그 선택, 그리고 수강시간(TD)과 개인 연습시간(TP)의 합산을 통한 학점 산출은 바칼로레아에 5년간의 과정을 더하는 그랑제콜과 비슷한 등급의 학업 성취를 학생들에게 부여한다.
석사(프랑스어: Ingénieur / 공학자)학위는 바칼로레아+5년 과정을, 박사학위는 바칼로레아+8년 과정을 필요로 한다.
- UTT 공식 사이트(프랑스어)
- UTT 공식 사이트(영어)

## 참조
1. ↑  프랑스 콩피에뉴, 벨포르 몽벨리아르, 중국 상해에 비슷한 시스템의 공과대학이 있다.